# Mac-Robertson-Land
Koordinaten: 70° 0′ 0″ S, 65° 0′ 0″ O

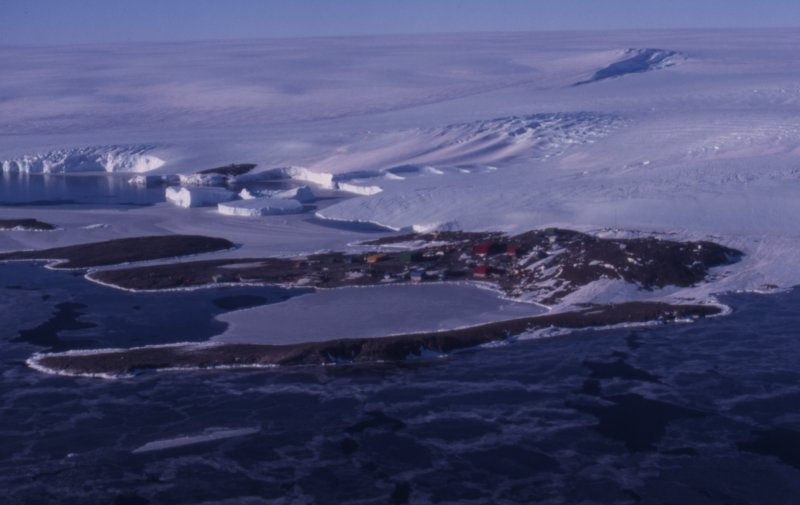
Mawson-Station an der Küste des Mac-Robertson-Landes

Mac-Robertson-Land (auch bekannt als Lars-Christensen-Land zu Ehren Lars Christensens, der hier am 11. Februar 1931 mit seinem Flugzeug landete) ist ein Teil Antarktikas. Es liegt zwischen Kempland und Prinzessin-Elisabeth-Land sowie südlich der Küste zwischen der William Scoresby Bay und Kap Darnley, zwischen 59° 34' O und 72° 35' O., und umfasst rund 260.000 km². Im Osten ragen die Prince Charles Mountains auf. Vor der Küste liegt die Kooperationssee, und im Nordosten das Amery-Schelfeis. Benannt wurde das Territorium von der British Australian and New Zealand Antarctic Research Expedition (BANZARE), die von 1929 bis 1931 unter Sir Douglas Mawson durchgeführt wurde, nach dem australischen Unternehmer und Philanthrop Sir Macpherson Robertson (1859–1945), einem Geldgeber der Expedition.
Ab 1965 wurden in den Prince Charles Mountains von der Sowjetunion geologische Forschungen durchgeführt. An der Ostküste des Beaver Lake wurde die  sowjetische Station Sojus errichtet und drei Sommer lang genutzt.
An einem felsigen Aufschluss an der Küste liegt die Mawson-Station.